# Sailor Free
I Sailor Free sono un gruppo di art-rock progressive italiano, attivo dal 1991.

## Storia
I Sailor Free nascono nell'autunno del 1991 dall'incontro tra quattro musicisti già attivi negli anni '80 nella scena rock indipendente romana: il batterista Stefano Toni, il bassista Alfonso Nini, il chitarrista Stefano Barelli e David Petrosino, compositore, cantante e tastierista. Due di loro erano già componenti della band "Lunar Sex", tra i vincitori del 1º Festival Rock Italiano nel 1980.
I Sailor Free esordiscono poco dopo, nel 1992, con un album omonimo, per l'etichetta romana Tide Records, e con un tour che tocca le principali città italiane.
Nel 1994 i Sailor Free pubblicano il secondo album, “The fifth door”, con la Labyrinth, label della Laser's Edge, etichetta progressive USA. L'album riceve critiche entusiaste e l'attività live si allarga in Europa.
Dal 1996 l'attività dei Sailor Free si interrompe per lasciare posto ad altre, intraprese dai diversi membri del gruppo.
Il cd “The fifth door” viene ripubblicato nel 2004, e l'originale proposta dei SF continua a ricevere attenzione attraverso il web.
Nel 2010 i Sailor Free tornano in attività, e realizzano un videoclip-videoarte dal titolo “ A dream of cans.” (selezione ufficiale Lenola Film Festival 2011) sul brano Daeron, che anticipa l'album in preparazione.
Nel 2012 i Sailor Free pubblicano un nuovo lavoro, un concept-album, dal titolo "Spiritual Revolution (part 1)", che si sviluppa attraverso un'originale storia fantastica, ambientata nel prossimo futuro e liberamente ispirata al “Silmarillion” di J. R. R. Tolkien, ma concettualmente riferita al movimento Spiritual Revolution People (SRP).

## Formazione

### Formazione attuale
- David Petrosino - voce, piano, tastiere
- Stefano "The Hook" Barelli - chitarre
- Alphonso Nini - basso
- Stefano Tony - batteria

### Ex componenti
- Beppe Falsone - batteria (1995)
- Maurizio Boco - batteria (1995-1996)
- Fabrizio "Fasella" Cascione - basso (1995-1996)

## Discografia

### Album
- 1992 - Sailor Free
- 1994 - The Fifth Door
- 2012 - Spiritual Revolution part 1
- 2016 - Spiritual Revolution part 2
- 2025 - Spiritual Revolution part 3

### Video musicali
- 1992 - Rejoice
- 1994 - Revolution is at hand (live at Segnali di Fumo)
- 2011 - Daeron (A dream of cans)
- 2013 - Betray
- 2014 - Amazing
- 2016 - The fugitive
- 2016 - We are legion
- 2017 - People say I'm no good
- 2024 - Incognito
- 2025 - All I need
- 2025 - So beautiful (lyrics video)
- 2025 - Lake of dreams
- 2025 - Revolution Is at hand (various live remastered)
- 2025 - Safe havens (various live remastered)